# Mil Mi-40
Die Mil Mi-40 (russisch Миль Ми-40) wurde als Projekt auf dem Aerosalon 1993 in Le Bourget vorgestellt. Als schwerbewaffneter Truppentransporter für acht voll ausgerüstete Soldaten war er als Nachfolger der Mi-24 vorgesehen. Technologisch stellte er jedoch eher eine Weiterentwicklung der Mi-28 dar.
Die Mi-40 sollte mit einer voll beweglichen 23-mm-Kanone sowie Sensoren im Bug ausgerüstet werden. Der Heckrotor wies die von der Mi-28 bekannte X-Form auf. Erstmals wurde aber auch ein voll bewegliches 12,7-mm-MG im Rumpfheck angeordnet, das den rückwärtigen Bereich des Hubschraubers abdecken sollte.
Das Projekt des Mi-40 fand jedoch kein Interesse bei den Streitkräften. Aus diesem und anderen Gründen wurde 1985 das Mil Mi-42-Programm (ursprünglich Teil des Mi-40-Programms) gestartet. Das gesamte Mi-40-Programm, einschließlich des Mi-42-Programms, wurde nach dem Zusammenbruch der Sowjetunion eingestellt.